# Großer Preis von Bahrain 2010
Der Große Preis von Bahrain 2010 (offiziell 2010 Formula 1 Gulf Air Bahrain Grand Prix) fand am 14. März auf dem Bahrain International Circuit in as-Sachir statt und war das erste Rennen der Formel-1-Weltmeisterschaft 2010.

## Berichte

### Hintergrund
Zum ersten Mal seit 2006 fand der Saisonauftakt wieder auf dem Bahrain International Circuit statt. Ebenfalls neu war das Design der Rennstrecke, das zwischen den Kurven vier und 15 um einen neuen Streckenabschnitt erweitert wurde. Die Streckenlänge veränderte sich dadurch um 887 Meter – von 5,412 auf 6,299 Kilometer. Seit der Formel-1-Weltmeisterschaft 2011 wird allerdings wieder auf der ursprünglichen und kürzeren Streckenvariante gefahren.
Als neue Teams gingen Lotus, HRT und Virgin erstmals an den Start. Der Konstrukteursweltmeister Brawn GP wurde von Mercedes übernommen und in Mercedes Grand Prix umbenannt. Für den deutschen Autobauer bedeutete es die Rückkehr in die Formel 1 als Werksteam. Das BMW-Sauber-Team wurde von Peter Sauber zurückgekauft.
Karun Chandhok, Lucas di Grassi, Nico Hülkenberg, Witali Petrow und Bruno Senna gaben ihr Formel-1-Debüt. Michael Schumacher kehrte nach drei Jahren Pause für Mercedes in die Formel 1 zurück, bestritt seinen 250. Grand Prix und Pedro de la Rosa kehrte für Sauber als Einsatzfahrer in die Formel 1 zurück. Ebenfalls wieder am Start waren Timo Glock und Felipe Massa, die nach Unfällen in der Vorsaison einige Rennen pausieren mussten. Weltmeister Jenson Button bestritt sein erstes Rennen für McLaren-Mercedes.

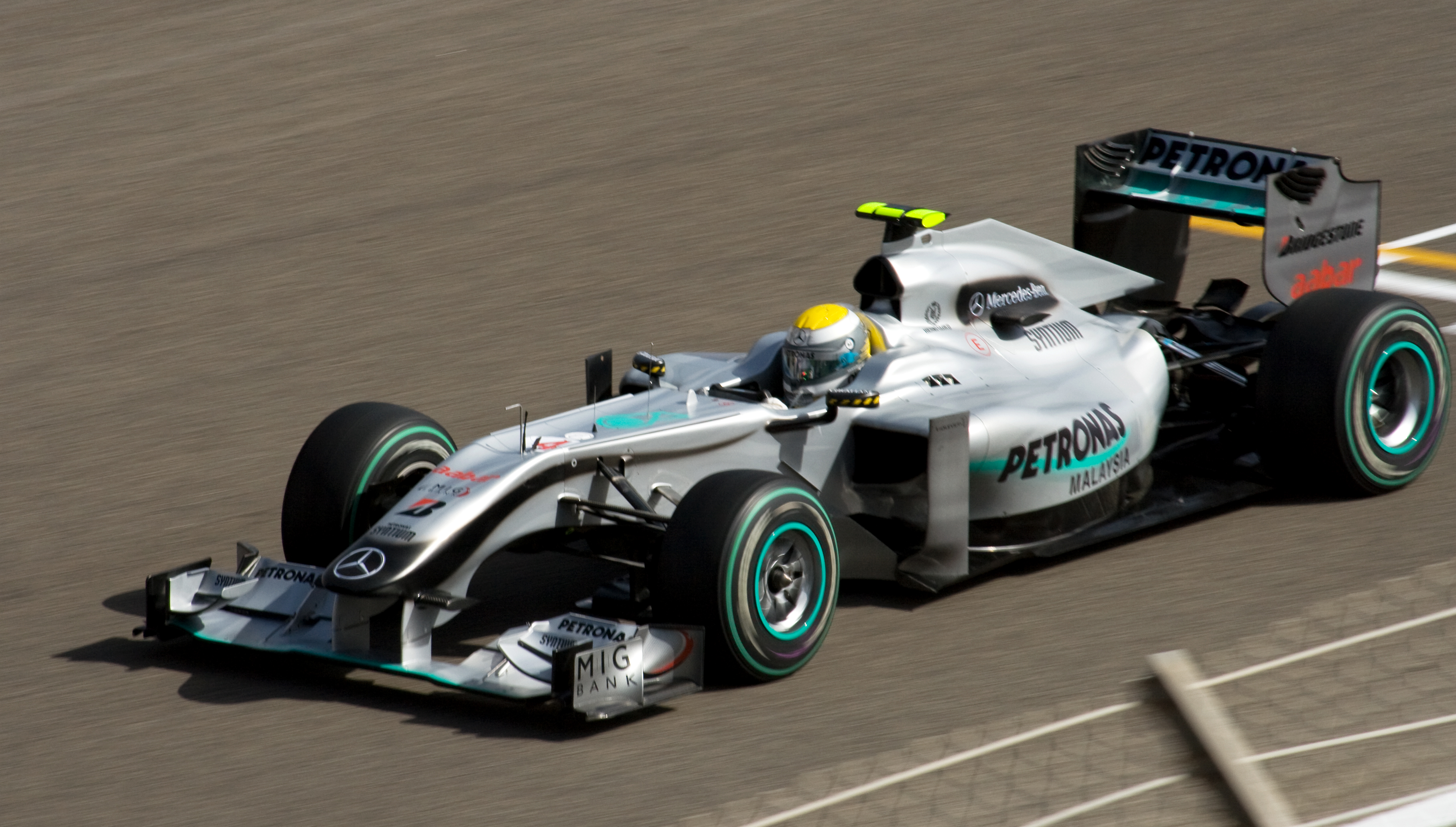
Nico Rosberg bei der Rückkehr von Mercedes als Werksteam in die Formel 1

Erstmals seit 1993 war das Nachtanken im Rennen wieder verboten. Außerdem wurde ein neues Punktesystem eingeführt, bei dem erstmals die besten zehn Piloten Punkte erhielten. Des Weiteren waren erstmals seit 1995 wieder 24 Piloten für das Rennen gemeldet. Darüber hinaus war es der erste Grand Prix, bei dem ein ehemaliger Rennfahrer als Rennkommissar eingesetzt wurde. Der vierfache Formel-1-Weltmeister Alain Prost übernahm diese Aufgabe beim Saisonauftakt.
Mit Fernando Alonso, Massa (jeweils zweimal), Schumacher und Button (jeweils einmal) traten alle ehemaligen Sieger zu diesem Grand Prix an.

### Training
Im ersten freien Training der Saison erzielte Force-India-Mercedes-Pilot Adrian Sutil die schnellste Runde. Auf Platz zwei und drei folgten Fernando Alonso und Robert Kubica.
Im zweiten freien Training setzte sich Nico Rosberg an die Spitze des Feldes. Lewis Hamilton wurde vor Rosbergs Teamkollegen Schumacher Zweiter.
Im dritten freien Training am Samstag fuhr Alonso die schnellste Runde vor Rosberg und Mark Webber. HRT-Cosworth-Pilot Chandhok konnte in keinem Training auf die Strecke fahren, da sein Rennwagen wegen fehlender Teile noch nicht fahrbereit war.

### Qualifying

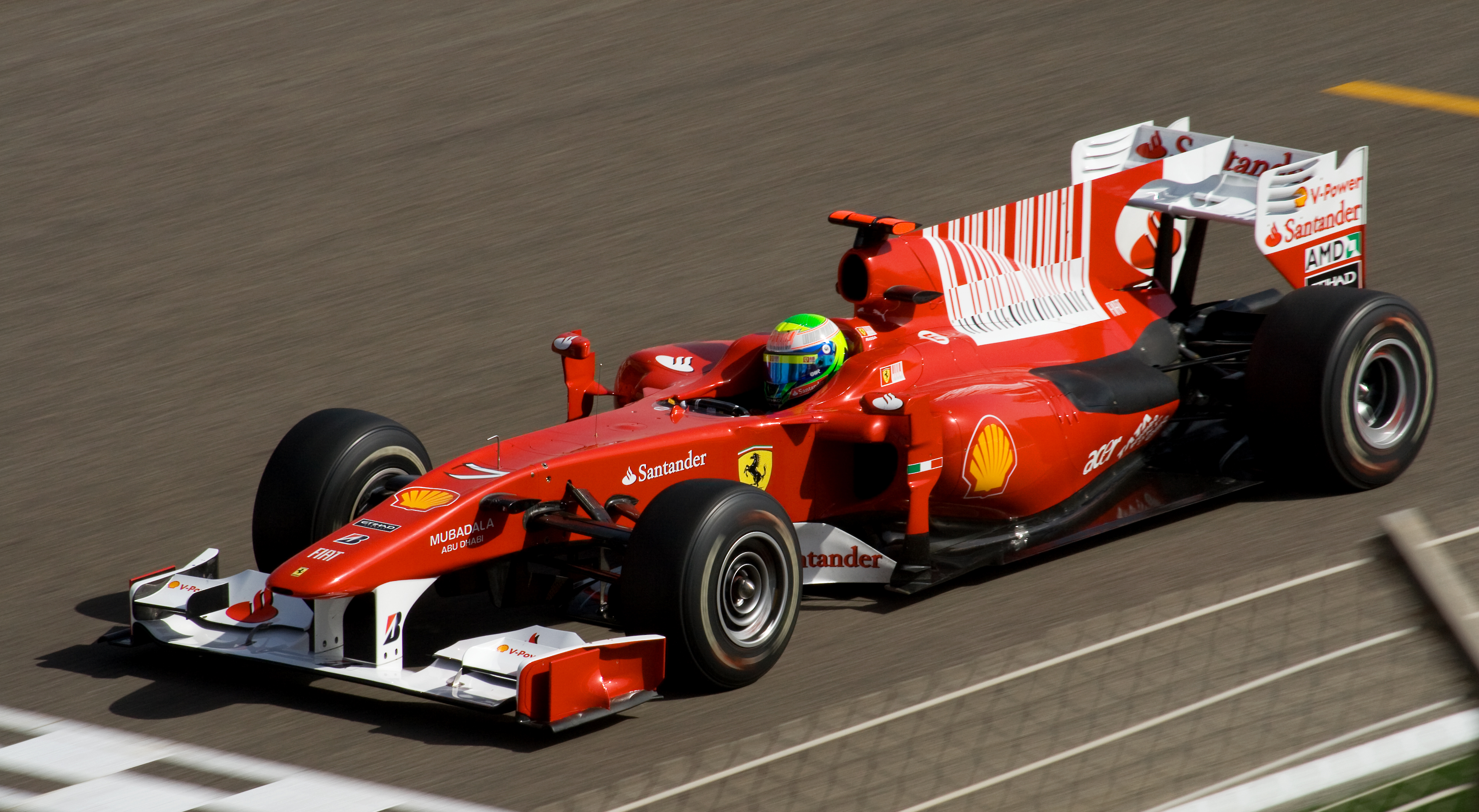
Felipe Massa kehrte nach seinem Unfall in die Formel 1 zurück

Das Qualifying bestand aus drei Teilen mit einer Nettolaufzeit von 45 Minuten. Im ersten Qualifying-Segment (Q1) hatten die Fahrer 18 Minuten Zeit, um sich für das Rennen zu qualifizieren. Die besten 17 Fahrer erreichten den nächsten Teil. Wie im dritten freien Training erzielte Alonso im ersten Teil des Qualifyings die schnellste Runde. Die HRT-, Lotus und Virgin-Piloten sowie Jaime Alguersuari schieden aus.
Im zweiten Qualifikationsabschnitt (Q2) setzte sich Sebastian Vettel an die Spitze des Feldes. Die Sauber- und Williams-Piloten sowie Vitantonio Liuzzi, Sébastien Buemi und Petrow schieden aus.
Auch im letzten Teil des Qualifyings (Q3) war Vettel der Schnellste und sicherte sich somit seine insgesamt sechste Pole-Position. Von Platz zwei und drei gingen Massa und Alonso ins Rennen.

### Rennen
Beim Start zum ersten Saisonrennen behielt Vettel die Führung vor Alonso, der seinen Teamkollegen Massa vor der ersten Kurve überholen konnte. Außerdem kam es zu weiteren Verschiebungen: Mercedes-Pilot Rosberg überholte Hamilton und sein Teamkollege Schumacher ging, wie auch Button, an Webber vorbei. Webber verlor in der ersten Kurve etwas Öl, wodurch eine Rauchwolke ausgelöst wurde und Sutil nach einem Dreher mit Kubica kollidierte. Sutil und Kubica verloren dadurch einige Plätze. Im Gegensatz zu Kubica hatte sein Teamkollege Petrow bei seinem Debüt einen guten Start und verbesserte sich vom 17. auf den 11. Platz.

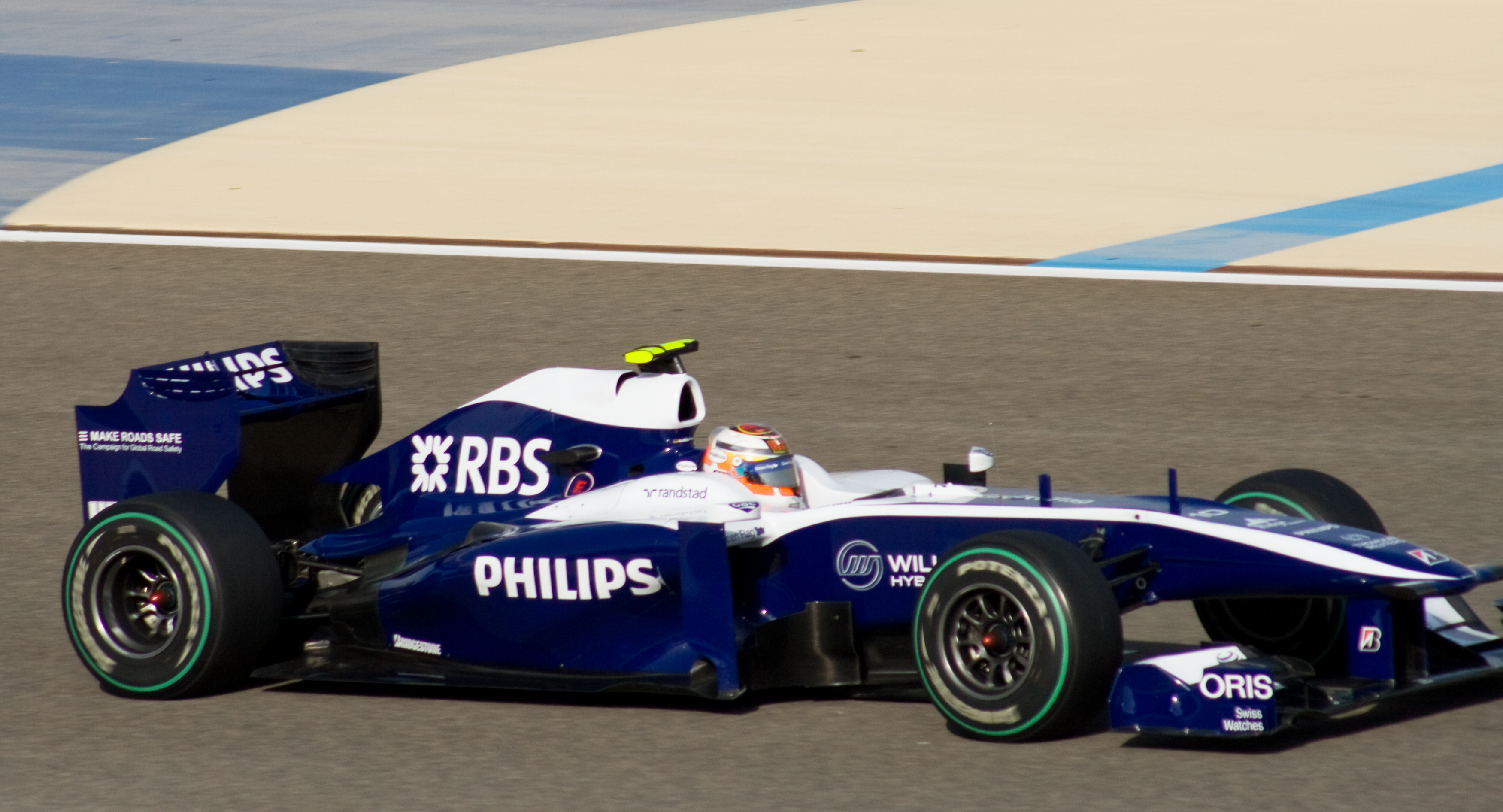
Nico Hülkenberg debütierte in Bahrain

Bereits nach der ersten Runde war das Rennen für Chandhok beendet, da er sich nach einem Fahrfehler gedreht hatte. Auch für di Grassi war das Rennen nach kurzer Zeit vorbei, da er in der dritten Runde einen Hydraulikdefekt beklagen musste. Die ersten drei Piloten setzten sich sukzessive vom restlichen Feld ab, wobei sie ihre Abstände untereinander konstant hielten. Bevor die Spitzengruppe ihre Boxenstopps absolvierte, schieden Kamui Kobayashi und Petrow mit technischen Problemen aus und auch Glock musste wenig später aufgeben.
Als Erster war Kubica in der 11. Runde an der Box gewesen. Nachdem die anderen Teams sahen, dass der Pole die schnellsten Rundenzeiten erzielte, reagierten die Teams und Hamilton und Schumacher begannen mit ihren Boxenstopps. Innerhalb der nächsten zwei Runden kamen die restlichen Fahrer, die auf den ersten acht Plätzen lagen, um ihren Boxenstopp zu absolvieren. Die einzige Verschiebung hierbei ergab sich, indem Hamilton an Rosberg vorbeizog.

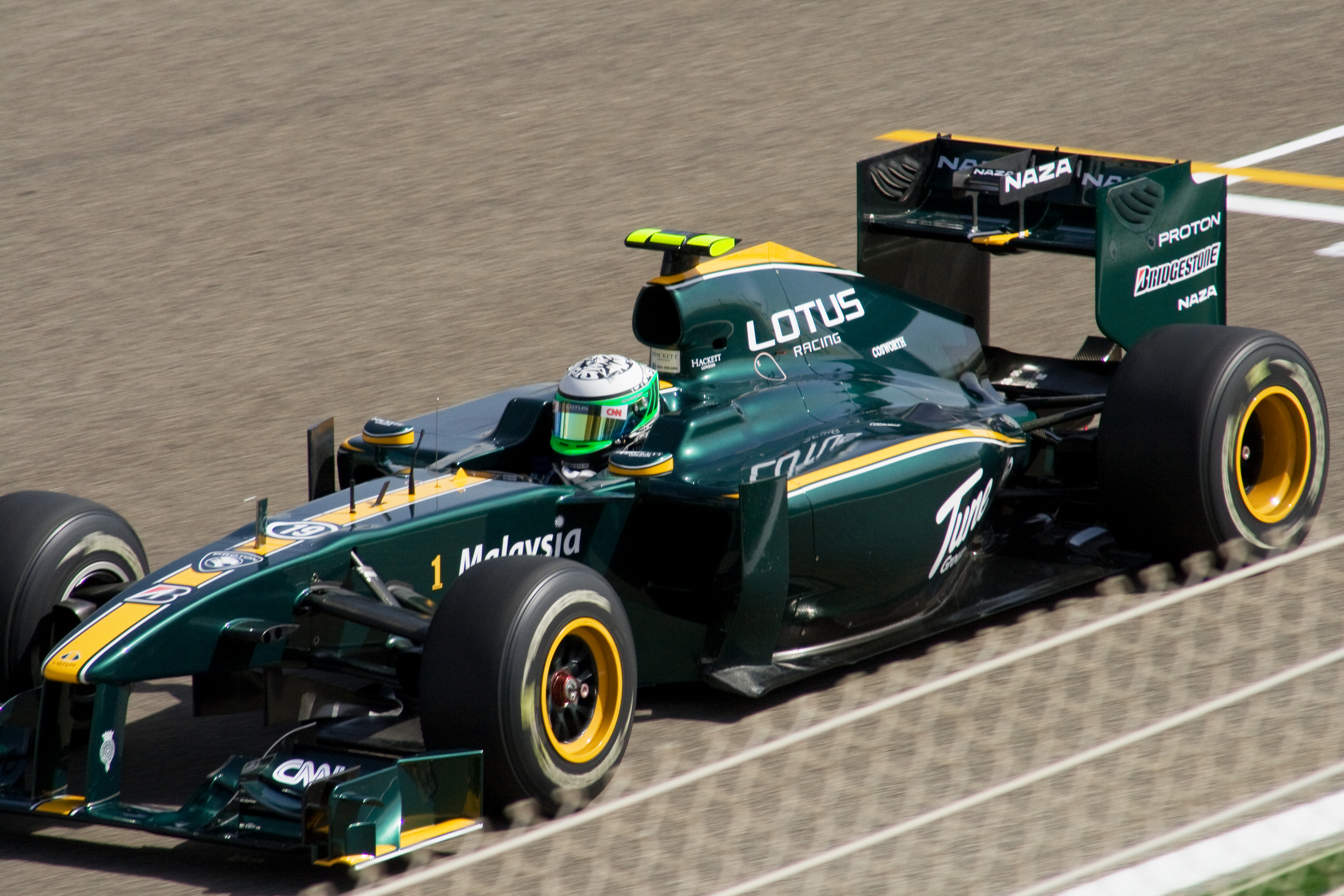
Lotus Racing war eins von drei neuen Teams

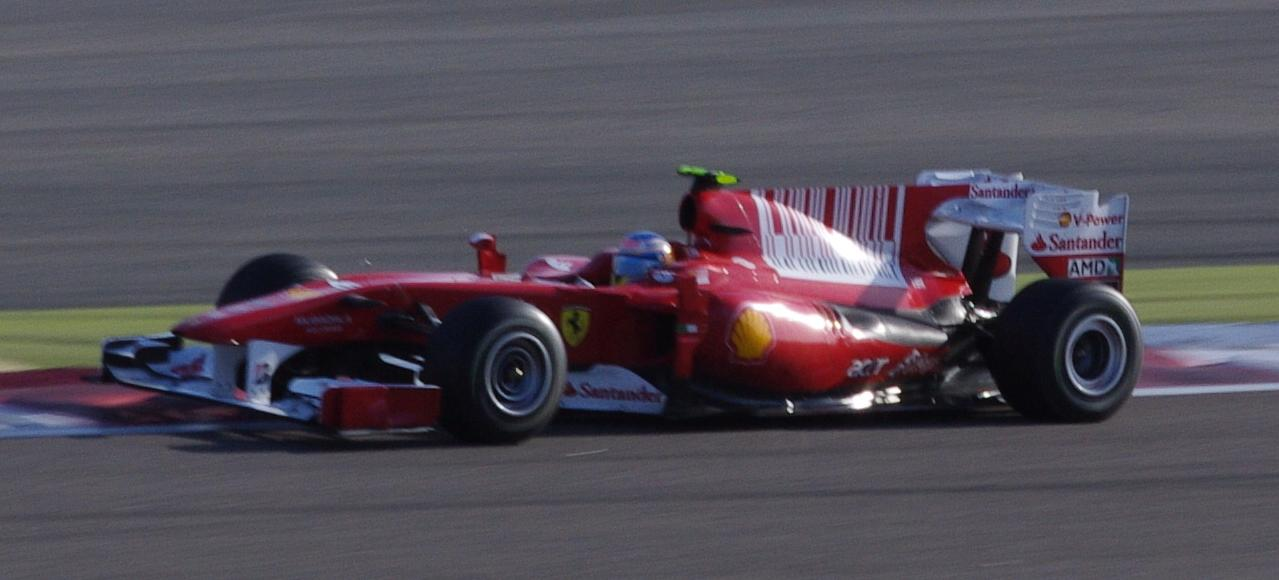
Fernando Alonso gewann sein erstes Rennen im Ferrari

Nachdem in der 19. Runde auch Senna ausgeschieden war, war von den neueingestiegenen Rennställen nur noch Lotus im Rennen. An der Spitze veränderte sich die Situation insofern, als die Ferrari ihren Rückstand auf Vettel etwas verringern konnten. Nachdem auch de la Rosa sein Rennen mit einem technischen Defekt vorzeitig beendet hatte, verstärkte Alonso seinen Druck auf Vettel und konnte zunächst an den Red-Bull-Piloten aufschließen. Jedoch hielten seine Reifen den Belastungen nicht stand und er musste zunächst etwas Tempo herausnehmen.
Wenig später zog der Spanier allerdings endgültig an Vettel vorbei. Zu Hilfe kam ihm dabei, dass der Deutsche auf Grund eines technischen Defektes nicht mehr mit vollem Einsatz fahren konnte. Während man im Laufe des Rennens einen Schaden an seinem Auspuff vermutet hatte, stellte sich nach dem Rennen heraus, dass eine Zündkerze seines Renault-Motors für den Leistungsverlust verantwortlich war. Eine Runde nach Alonso überholte auch dessen Teamkollege Massa Vettel und sorgte für eine Doppelführung der Scuderia.
Elf Runden vor Schluss musste Vettel den dritten Platz an Hamilton abgeben. Sein Vorsprung auf den fünftplatzierten Rosberg war allerdings so groß, dass er den vierten Platz behielt. Am Ende gewann Alonso sein erstes Rennen für Ferrari vor Massa. Für Alonso war es der 22. Sieg in der Formel-1-Weltmeisterschaft. Hinter den Ferrari-Piloten kam Hamilton als Dritter ins Ziel. Die weiteren Punkte gingen an Vettel, Rosberg, Schumacher, Button, Webber, Liuzzi und Barrichello.
Kurz vor Rennende mussten auch Buemi und Jarno Trulli ihren Boliden abstellen. Beide kamen allerdings in die Wertung.
Alonso wurde durch seinen Sieg zum fünften Ferrari-Fahrer nach Juan Manuel Fangio (1956), Mario Andretti (1971), Nigel Mansell (1989) und Kimi Räikkönen (2007), der sein Debütrennen für die Italiener gewinnen konnte.
Der Spanier übernahm nach fast drei Jahren wieder die Führungsposition der Fahrerweltmeisterschaft. Zuletzt führte er diese Wertung nach dem Großen Preis von Monaco 2007 an. In der Konstrukteurswertung führte Ferrari vor McLaren-Mercedes und Mercedes.

## Meldeliste
| Team                         | Nr. | Fahrer             | Chassis           | Motor                | Reifen |
| ---------------------------- | --- | ------------------ | ----------------- | -------------------- | ------ |
| Vodafone McLaren Mercedes    | 01  | Jenson Button      | McLaren MP4-25    | Mercedes-Benz 2.4 V8 | B      |
| Vodafone McLaren Mercedes    | 02  | Lewis Hamilton     | McLaren MP4-25    | Mercedes-Benz 2.4 V8 | B      |
| Mercedes GP Petronas F1 Team | 03  | Michael Schumacher | Mercedes MGP W01  | Mercedes-Benz 2.4 V8 | B      |
| Mercedes GP Petronas F1 Team | 04  | Nico Rosberg       | Mercedes MGP W01  | Mercedes-Benz 2.4 V8 | B      |
| Red Bull Racing              | 05  | Sebastian Vettel   | Red Bull RB6      | Renault 2.4 V8       | B      |
| Red Bull Racing              | 06  | Mark Webber        | Red Bull RB6      | Renault 2.4 V8       | B      |
| Scuderia Ferrari Marlboro    | 07  | Felipe Massa       | Ferrari F10       | Ferrari 2.4 V8       | B      |
| Scuderia Ferrari Marlboro    | 08  | Fernando Alonso    | Ferrari F10       | Ferrari 2.4 V8       | B      |
| AT&T Williams                | 09  | Rubens Barrichello | Williams FW32     | Cosworth 2.4 V8      | B      |
| AT&T Williams                | 10  | Nico Hülkenberg    | Williams FW32     | Cosworth 2.4 V8      | B      |
| Renault F1 Team              | 11  | Robert Kubica      | Renault R30       | Renault 2.4 V8       | B      |
| Renault F1 Team              | 12  | Witali Petrow      | Renault R30       | Renault 2.4 V8       | B      |
| Force India F1 Team          | 14  | Adrian Sutil       | Force India VJM03 | Mercedes-Benz 2.4 V8 | B      |
| Force India F1 Team          | 15  | Vitantonio Liuzzi  | Force India VJM03 | Mercedes-Benz 2.4 V8 | B      |
| Scuderia Toro Rosso          | 16  | Sébastien Buemi    | Toro Rosso STR5   | Ferrari 2.4 V8       | B      |
| Scuderia Toro Rosso          | 17  | Jaime Alguersuari  | Toro Rosso STR5   | Ferrari 2.4 V8       | B      |
| Lotus Racing                 | 18  | Jarno Trulli       | Lotus T127        | Cosworth 2.4 V8      | B      |
| Lotus Racing                 | 19  | Heikki Kovalainen  | Lotus T127        | Cosworth 2.4 V8      | B      |
| HRT F1 Team                  | 20  | Karun Chandhok     | HRT F110          | Cosworth 2.4 V8      | B      |
| HRT F1 Team                  | 21  | Bruno Senna        | HRT F110          | Cosworth 2.4 V8      | B      |
| BMW Sauber F1 Team           | 22  | Pedro de la Rosa   | Sauber C29        | Ferrari 2.4 V8       | B      |
| BMW Sauber F1 Team           | 23  | Kamui Kobayashi    | Sauber C29        | Ferrari 2.4 V8       | B      |
| Virgin Racing                | 24  | Timo Glock         | Virgin VR-01      | Cosworth 2.4 V8      | B      |
| Virgin Racing                | 25  | Lucas di Grassi    | Virgin VR-01      | Cosworth 2.4 V8      | B      |

## Klassifikationen

### Qualifying
| Pos. | Fahrer             | Konstrukteur         | Q1       | Q2       | Q3       | Start |
| ---- | ------------------ | -------------------- | -------- | -------- | -------- | ----- |
| 01   | Sebastian Vettel   | Red Bull-Renault     | 1:55,029 | 1:53,883 | 1:54,101 | 01    |
| 02   | Felipe Massa       | Ferrari              | 1:55,313 | 1:54,331 | 1:54,242 | 02    |
| 03   | Fernando Alonso    | Ferrari              | 1:54,612 | 1:54,172 | 1:54,608 | 03    |
| 04   | Lewis Hamilton     | McLaren-Mercedes     | 1:55,341 | 1:54,707 | 1:55,217 | 04    |
| 05   | Nico Rosberg       | Mercedes             | 1:55,463 | 1:54,682 | 1:55,241 | 05    |
| 06   | Mark Webber        | Red Bull-Renault     | 1:55,298 | 1:54,318 | 1:55,284 | 06    |
| 07   | Michael Schumacher | Mercedes             | 1:55,593 | 1:55,105 | 1:55,524 | 07    |
| 08   | Jenson Button      | McLaren-Mercedes     | 1:55,715 | 1:55,168 | 1:55,672 | 08    |
| 09   | Robert Kubica      | Renault              | 1:55,511 | 1:54,963 | 1:55,885 | 09    |
| 10   | Adrian Sutil       | Force India-Mercedes | 1:55,213 | 1:54,996 | 1:56,309 | 10    |
| 11   | Rubens Barrichello | Williams-Cosworth    | 1:55,969 | 1:55,330 | –        | 11    |
| 12   | Vitantonio Liuzzi  | Force India-Mercedes | 1:55,628 | 1:55,653 | –        | 12    |
| 13   | Nico Hülkenberg    | Williams-Cosworth    | 1:56,375 | 1:55,857 | –        | 13    |
| 14   | Pedro de la Rosa   | Sauber-Ferrari       | 1:56,428 | 1:56,237 | –        | 14    |
| 15   | Sébastien Buemi    | Toro Rosso-Ferrari   | 1:56,189 | 1:56,265 | –        | 15    |
| 16   | Kamui Kobayashi    | Sauber-Ferrari       | 1:56,541 | 1:56,270 | –        | 16    |
| 17   | Witali Petrow      | Renault              | 1:56,167 | 1:56,619 | –        | 17    |
| 18   | Jaime Alguersuari  | Toro Rosso-Ferrari   | 1:57,071 | –        | –        | 18    |
| 19   | Timo Glock         | Virgin-Cosworth      | 1:59,728 | –        | –        | 19    |
| 20   | Jarno Trulli       | Lotus-Cosworth       | 1:59,852 | –        | –        | 20    |
| 21   | Heikki Kovalainen  | Lotus-Cosworth       | 2:00,313 | –        | –        | 21    |
| 22   | Lucas di Grassi    | Virgin-Cosworth      | 2:00,587 | –        | –        | 22    |
| 23   | Bruno Senna        | HRT-Cosworth         | 2:03,240 | –        | –        | 23    |
| 24   | Karun Chandhok     | HRT-Cosworth         | 2:04,904 | –        | –        | 24    |

### Rennen
| Pos. | Fahrer             | Konstrukteur         | Runden | Stopps | Zeit        | Start | Schnellste Runde |
| ---- | ------------------ | -------------------- | ------ | ------ | ----------- | ----- | ---------------- |
| 01   | Fernando Alonso    | Ferrari              | 49     | 1      | 1:39:20,396 | 03    | 1:58,287 (45.)   |
| 02   | Felipe Massa       | Ferrari              | 49     | 1      | + 16,099    | 02    | 1:59,732 (38.)   |
| 03   | Lewis Hamilton     | McLaren-Mercedes     | 49     | 1      | + 23,182    | 04    | 1:59,560 (42.)   |
| 04   | Sebastian Vettel   | Red Bull-Renault     | 49     | 1      | + 38,799    | 01    | 2:00,218 (32.)   |
| 05   | Nico Rosberg       | Mercedes             | 49     | 1      | + 40,213    | 05    | 2:00,236 (45.)   |
| 06   | Michael Schumacher | Mercedes             | 49     | 1      | + 44,163    | 07    | 2:00,204 (45.)   |
| 07   | Jenson Button      | McLaren-Mercedes     | 49     | 1      | + 45,280    | 08    | 1:59,970 (45.)   |
| 08   | Mark Webber        | Red Bull-Renault     | 49     | 1      | + 46,360    | 06    | 1:59,487 (45.)   |
| 09   | Vitantonio Liuzzi  | Force India-Mercedes | 49     | 1      | + 53,008    | 12    | 1:59,906 (39.)   |
| 10   | Rubens Barrichello | Williams-Cosworth    | 49     | 1      | + 1:02,489  | 11    | 1:59,833 (47.)   |
| 11   | Robert Kubica      | Renault              | 49     | 1      | + 1:09,093  | 09    | 2:00,474 (33.)   |
| 12   | Adrian Sutil       | Force India-Mercedes | 49     | 1      | + 1:22,958  | 10    | 1:59,393 (49.)   |
| 13   | Jaime Alguersuari  | Toro Rosso-Ferrari   | 49     | 2      | + 1:32,656  | 18    | 1:59,964 (28.)   |
| 14   | Nico Hülkenberg    | Williams-Cosworth    | 48     | 2      | + 1 Runde   | 13    | 2:01,401 (34.)   |
| 15   | Heikki Kovalainen  | Lotus-Cosworth       | 47     | 1      | + 2 Runden  | 21    | 2:02,701 (47.)   |
| 16   | Sébastien Buemi    | Toro Rosso-Ferrari   | 46     | 1      | DNF         | 15    | 2:00,080 (41.)   |
| 17   | Jarno Trulli       | Lotus-Cosworth       | 46     | 1      | DNF         | 20    | 2:02,930 (34.)   |
| –    | Pedro de la Rosa   | Sauber-Ferrari       | 28     | 1      | DNF         | 14    | 2:01,650 (27.)   |
| –    | Bruno Senna        | HRT-Cosworth         | 17     | 1      | DNF         | Box   | 2:09,127 (14.)   |
| –    | Timo Glock         | Virgin-Cosworth      | 16     | 0      | DNF         | 19    | 2:07,062 (11.)   |
| –    | Witali Petrow      | Renault              | 13     | 0      | DNF         | 17    | 2:04,307 (07.)   |
| –    | Kamui Kobayashi    | Sauber-Ferrari       | 11     | 0      | DNF         | 16    | 2:05,044 (04.)   |
| –    | Lucas di Grassi    | Virgin-Cosworth      | 2      | 0      | DNF         | 22    | 2:09,361 (02.)   |
| –    | Karun Chandhok     | HRT-Cosworth         | 1      | 0      | DNF         | Box   | –                |

## WM-Stände nach dem Rennen
Die ersten zehn des Rennens bekamen 25, 18, 15, 12, 10, 8, 6, 4, 2 bzw. 1 Punkt(e).

### Fahrerwertung
| Pos. | Fahrer             | Konstrukteur         | Punkte |
| ---- | ------------------ | -------------------- | ------ |
| 01   | Fernando Alonso    | Ferrari              | 25     |
| 02   | Felipe Massa       | Ferrari              | 18     |
| 03   | Lewis Hamilton     | McLaren-Mercedes     | 15     |
| 04   | Sebastian Vettel   | Red Bull-Renault     | 12     |
| 05   | Nico Rosberg       | Mercedes             | 10     |
| 06   | Michael Schumacher | Mercedes             | 8      |
| 07   | Jenson Button      | McLaren-Mercedes     | 6      |
| 08   | Mark Webber        | Red Bull-Renault     | 4      |
| 09   | Vitantonio Liuzzi  | Force India-Mercedes | 2      |
| 10   | Rubens Barrichello | Williams-Cosworth    | 1      |
| 11   | Robert Kubica      | Renault              | 0      |
| 12   | Adrian Sutil       | Force India-Mercedes | 0      |

| Pos. | Fahrer            | Konstrukteur       | Punkte |
| ---- | ----------------- | ------------------ | ------ |
| 13   | Jaime Alguersuari | Toro Rosso-Ferrari | 0      |
| 14   | Nico Hülkenberg   | Williams-Cosworth  | 0      |
| 15   | Heikki Kovalainen | Lotus-Cosworth     | 0      |
| 16   | Sébastien Buemi   | Toro Rosso-Ferrari | 0      |
| 17   | Jarno Trulli      | Lotus-Cosworth     | 0      |
| –    | Pedro de la Rosa  | Sauber-Ferrari     | 0      |
| –    | Timo Glock        | Virgin-Cosworth    | 0      |
| –    | Kamui Kobayashi   | Sauber-Ferrari     | 0      |
| –    | Witali Petrow     | Renault            | 0      |
| –    | Lucas di Grassi   | Virgin-Cosworth    | 0      |
| –    | Bruno Senna       | HRT-Cosworth       | 0      |
| –    | Karun Chandhok    | HRT-Cosworth       | 0      |

### Konstrukteurswertung
| Pos. | Konstrukteur         | Punkte |
| ---- | -------------------- | ------ |
| 01   | Ferrari              | 43     |
| 02   | McLaren-Mercedes     | 21     |
| 03   | Mercedes             | 18     |
| 04   | Red Bull-Renault     | 16     |
| 05   | Force India-Mercedes | 2      |
| 06   | Williams-Cosworth    | 1      |

| Pos. | Konstrukteur       | Punkte |
| ---- | ------------------ | ------ |
| 07   | Renault            | 0      |
| 08   | Toro Rosso-Ferrari | 0      |
| 09   | Lotus-Cosworth     | 0      |
| –    | Sauber-Ferrari     | 0      |
| –    | Virgin-Cosworth    | 0      |
| –    | HRT-Cosworth       | 0      |